# يوتوفاتا

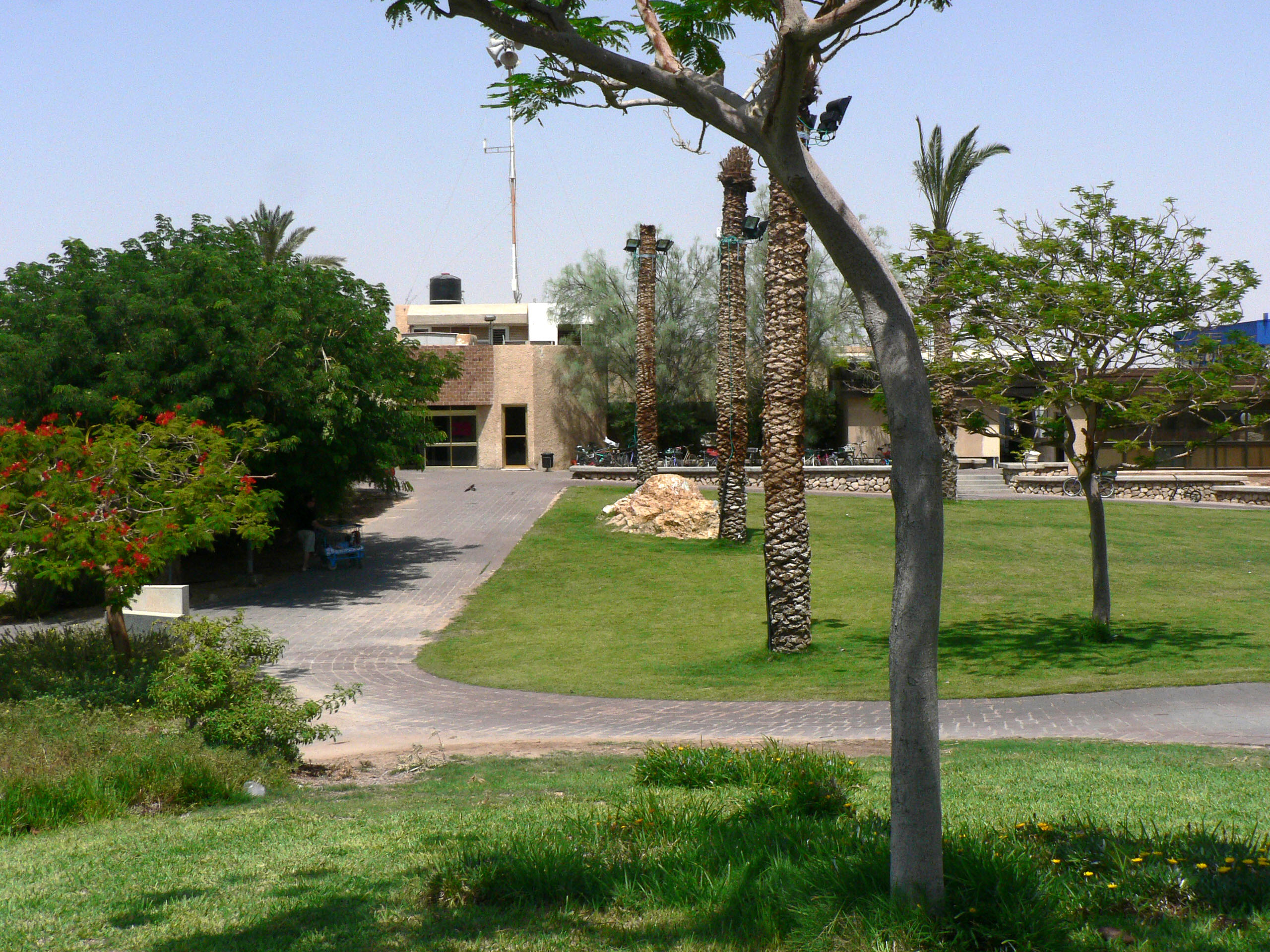
بلدة يوتوفاتا.

يوتفاتا أو تلفظ يطفتا (بالعبرية: יָטְבָתָה) هو كيبوتس على طول الطريق عربة في النقب الجنوبي في فلسطين. فقد ما يقرب من 310 أعضاء وما مجموعه 700 نسمة وادي عربة هو الصحراء القاحلة حيث يبلغ متوسط هطول الأمطار السنوي أقل من 30 مم ودرجات الحرارة غالبا ما تتجاوز 40 درجة مئوية (104 درجة فهرنهايت) في الصيف، و 21 درجة مئوية (70 درجة فهرنهايت) في الشتاء.

## الموقع
تقع على بعد نحو 40 كيلومترا من البحر الأحمر إلى الشمال، يوتفاتا هو أول، أكبر، والأكثر ازدهارا في كيبوتس المجلس الإقليمي إيلوت حفيل كونها بعيدة نسبيا عن المراكز الحضرية الرئيسية (41 كيلومترا إلى الشمال من إيلات و 130 كيلومترا إلى الجنوب من ديمونا) هي مركز المنطقة، حيث ان معظم المرافق الإقليمية القائمة على أساس: المدرسة الإقليمية، والمكاتب المجلس الإقليمي، مركز المجتمع، المركز الرياضي والأفلام والحفلات الموسيقية وقاعة مطار المحلية.

## أهم المنشآت
- مطار يطفتا